# Matías Fritzler
Matías Lionel Fritzler (Lomas de Zamora, 23 agosto 1984) è un ex calciatore argentino, di ruolo centrocampista.

## Carriera

### Club
Dopo aver giocato per varie stagioni nel Lanús, viene ceduto in prestito per la stagione 2010-2011 all'Hércules. Il 9 gennaio 2016 viene ufficializzato il suo trasferimento all'Huracán.

## Palmarès
- Campionato argentino: 1

Lanús: 2007 (A)